# Westfalenpost

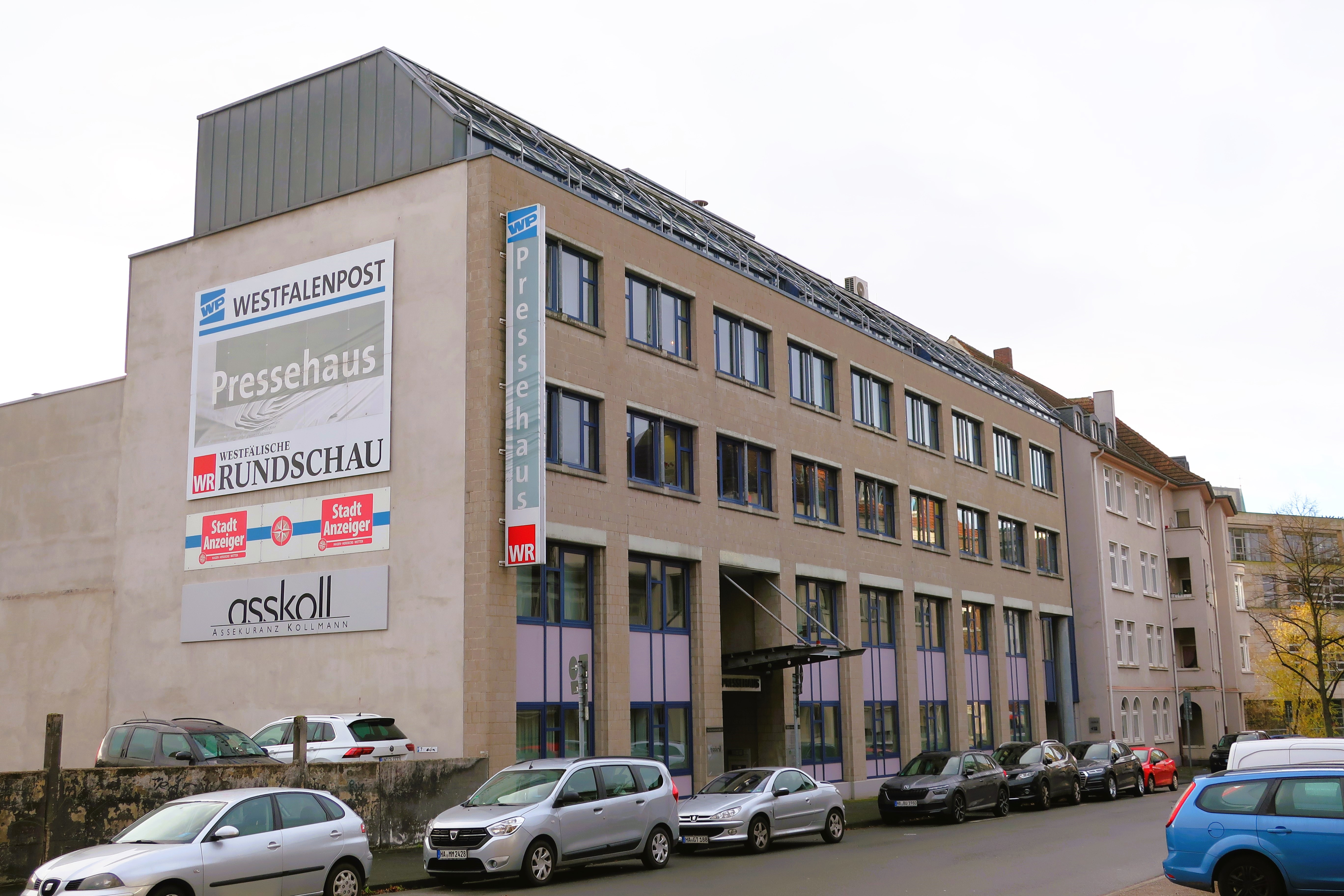
WP + WR Pressehaus in der Schürmannstraße 4 in Hagen-Mitte

Alternatives Logo

Die Westfalenpost (WP) ist eine regionale Tageszeitung in Südwestfalen. Die Zentralredaktion befindet sich in Hagen. Die WP erschien erstmals 1946 in Soest mit einer Lizenz der britischen Militärregierung. Aktuelle Herausgeberin ist die FUNKE Medien NRW GmbH die zur FUNKE Mediengruppe GmbH & Co. KGaA gehört. Bis 4. Oktober 2013 war die Herausgeberin die Westfalenpost GmbH & Co Verlags-KG (Amtsgericht Essen HRA 5914) die zu 100 Prozent der Funke Mediengruppe, ehemals WAZ-Mediengruppe, gehörte. Aktuell ist Jost Lübben Chefredakteur, der Anfang Februar 2015 Stefan Kläsener in diesem Amt ablöste. Das Blatt wird mit dem Motto „Stimme der Heimat, Echo der Welt“ vermarktet. Die Auflage wird innerhalb der Zeitungen, die in Nordrhein-Westfalen zur Funke Mediengruppe gehören, nicht gesondert ausgewiesen, was eine Nachvollziehbarkeit des überdurchschnittlichen Auflagenrückgangs seit 1998 der gesamten Gruppe deutlich erschwert.

## Auflage
Die Auflage der Westfalenpost wurde in der Vergangenheit von der Funke Mediengruppe nur gemeinsam mit der Westdeutschen Allgemeinen Zeitung (WAZ), Neue Ruhr Zeitung/Neue Rhein Zeitung (NRZ) und der Westfälischen Rundschau (WR) ausgewiesen. Eine Aufschlüsselung nur für die Verbreitungsgebiete der WP bzw. WP+WR bedarf daher der Auswertung der einzelnen Ausweisungen des jeweiligen Verbreitungsteilgebiete – siehe unten.

## Verbreitung
Das Verbreitungsgebiet der WP umfasst die kreisfreie Stadt Hagen sowie die Kreise Olpe, Siegen-Wittgenstein, Soest (ohne Lokalausgabe für die Stadt Soest) und den Hochsauerlandkreis, den Ennepe-Ruhr-Kreis und den Märkischen Kreis. Es gibt 18 Lokalredaktionen. Im Vergleich zum Schwesterblatt Westfälische Rundschau, mit der die WP bis ins Jahr 2009 in den meisten Städten parallel erschien, gilt sie als konservativ. In großen Teilen des Sauerlandes ist die Westfalenpost die einzige lokale Tageszeitung (Einzeitungskreise).

Erreichte die WP und ihr Schwesterblatt Westfälischen Rundschau (WR – erscheint ab 2014 nur noch als Titel ohne eigene Redaktion) im Quartal IV/1999 im unten betrachteten Verbreitungsgebiet eine Verbreitung von 236.092 Exemplaren, so ist die Verbreitung inzwischen kumuliert auf 84.342 Exemplare im Quartal IV/2024 abgesunken, welches einem Verlust an Verbreitung von absolut 150.750 Exemplaren und damit 64,3 % entspricht.  
Die obige Darstellung umfasst die Summe aus WP bzw. WP+WR abhängig vom Verbreitungsgebiet der Ausweisungen laut IVW für
- FUNKE Medien NRW Arnsberg 186 (WP+WR) (Mo–Sa) – ab IV/1998[8]
- FUNKE Medien NRW Ennep-Süd 168 (WR+WP) (Mo–Sa) – ab IV/1998[9]
- FUNKE Medien NRW Hg./Herd./Wetter 372 (Mo–Sa) – ab IV/2017[10]
- Funke-Medien-G Hagen/Ha-Hohenl. 173 (WR+WP) (Mo–Sa) – von IV/1998 bis IV/2016[11]
- Funke-Medien-G Herd/Wett 176 (WR+WP) (Mo–Sa)- von IV/1998 bis IV/2016[12]
- FUNKE Medien NRW Menden/Balve 179 (WP) (Mo–Sa) – ab IV/1998[13]
- FUNKE Medien NRW Mesch/Bril 188 (WP+WR) (Mo–Sa) – von IV/1998 bis IV/2008 und ab IV/2019[14]
- Funke-Medien-G Mesch/Bril/WA 368 (WP+WR) (Mo–Sa) – von IV/12009 bis IV/2018[15]
- FUNKE Medien NRW Olpe 183 (WP+WR) (Mo–Sa) – ab IV/1998[16]
- FUNKE Medien NRW Sieg./Witt. 384 (WP+WR) (Mo–Sa) – ab IV/2017[17]
- Funke-Medien-G Siegen 182 (WP+WR) (Mo–Sa) – von IV/2009 bis IV/2018[18]
- Funke-Medien-G Berle/Witg 184 (WP+WR) (Mo–Sa) – von IV/2009 bis IV/2018[19]

## Geschichte
Seit 1958 bestand ein Vertrag mit den Ruhr Nachrichten (RN) in Dortmund über eine Anzeigen- und Vertriebsgemeinschaft, insbesondere aber darüber, dass die WP, mit Ausnahme der Lokalteile, alle redaktionellen Seiten der RN übernahm. Der Vertrag war auf 15 Jahre befristet. Ab 1973 wurde der Mantelteil mit Politik, Wirtschaft und Kultur von der Kölnischen Rundschau bezogen. 1980 sorgte der Wiederaufbau einer Zentralredaktion für die WP für deutschlandweite Debatten im Journalisten- und Verlagswesen. Auch künftig will die WP als einzige WAZ-Zeitung in Nordrhein-Westfalen einen eigenständigen Mantelteil behalten. Nach Angaben des Verlags erarbeitet sie das Sondermodell einer Heimatzeitung für Südwestfalen, das ab dem 21. September 2009 im gedruckten Blatt umgesetzt wird. Man wolle ein auf die speziellen Verhältnisse einer ländlichen Region zugeschnittenes Zeitungsangebot machen. Dazu gehöre auch die eigene Mantelproduktion. Lokale Inhalte sollen noch stärker in klassische Mantelbereiche aufgenommen werden, etwa auf die Titelseite oder eine teilweise lokalisierte Kinderseite.
Durch die Westfalenpost wurde Jürgen Tomicek bekannt, der seit Anfang der 1980er Jahre fast täglich politische Karikaturen für die Zeitung liefert und einer der meistgedruckten Karikaturisten Deutschlands ist.
Einmal wöchentlich lag der Westfalenpost, wie auch den übrigen Tageszeitungen der Funke Mediengruppe, die Programmzeitschrift rtv bei, deren Verbreitung zum 31. Dezember 2023 mit der Schließung der RTV Media Group eingestellt wurde.
Zum 1. August 1967 stellte die Westfalenpost ihre Lokalausgaben in Lüdenscheid, Altena, Paderborn, Büren und im Ennepe-Ruhr-Kreis (Süd) ein. Die Lokalredaktionen in Iserlohn, Letmathe und Hemer wurden Ende 1989 aufgegeben. Am 1. Juli 2009 wurden die Redaktionen in Werl und in der Gründungsstadt Soest geschlossen. Im Februar 2019 gab die Funke Mediengruppe bekannt, die Lokalausgabe der Westfalenpost in Warstein einzustellen.